# Cladonia incerta
Cladonia incerta är en lavart som beskrevs av S. Hammer. Cladonia incerta ingår i släktet Cladonia och familjen Cladoniaceae.   Inga underarter finns listade i Catalogue of Life.